# Tintamarre (Brauch)

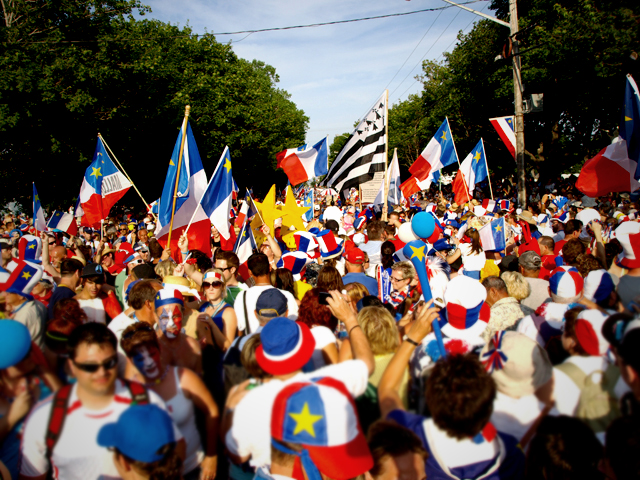
Tintamarre-Feier in Caraquet, 2009

Tintamarre ist die Bezeichnung für einen im Osten Kanadas in der französischsprachigen Bevölkerung, genauer bei den Akadiern verbreiteten Brauch, bei dem mit improvisierten Instrumenten während eines Straßenumzugs durch die eigene Gemeinde und einer anschließenden Feier möglichst viel Lärm veranstaltet wird. Damit wird heute die Nationalfeier Akadiens begangen.
Die Bezeichnung stammt aus dem Akadischen, einer in Nordamerika entstandenen Variante des Französischen, das ursprünglich ‚schriller Ton‘ oder ‚Krakeel‘ bedeutete. Für das Dictionnaire de l'Académie Française von 1835 (Bd. 2, S. 845) bezeichnet Tintamarre Lärm, Krach. Wahrscheinlich ist der Brauch Mitte des 20. Jahrhunderts mit Bezügen auf bäuerliche Bräuche in Frankreich entstanden. Möglicherweise hängt dies mit Hochzeitsbräuchen, wie Charivari zusammen, einer Art Polterabend. Den Namen Tintamarre trug darüber hinaus eine Pariser Satirezeitschrift des 19. Jahrhunderts.
1955 forderte Norbert Robichaud, der Erzbischof von Moncton, seine Gemeinde anlässlich der zweihundertjährigen Wiederkehr der Deportation der Akadier durch die Briten auf, nach Glockenläuten und öffentlichem Gebet ein freudiges „tintamarre“ zu veranstalten, bei dem jeder freudig rufen, läuten oder Lärm machen sollte. Dazu sollten Pfeifen, Autohupen, Fahrradklingeln und dergleichen benutzt werden. 
1979 belebte die Société Nationale des Acadiens das Tintamarre für ihre Feier in Caraquet anlässlich des 375. Jahrestages der Gründung Akadiens. Das Motto lautete: On est venus c'est pour rester (Wir sind gekommen, um zu bleiben). Wenige Jahre später sprachen die Zeitungen bereits von der „akadischen Tradition“ des Tintamarre. 
Ein offener Brief von 1992, verfasst von Jean-Marie Nadeau, einem Mitstreiter des Parti Acadien und der Société Nationale des Acadiens, der die inneren Bande innerhalb der Gemeinschaft betonte, trug den Titel Que le tintamarre commence (Damit der Tintamarre losgeht).
Inzwischen ist die Feier neben dem Akadischen Nationalfeiertag, der akadischen Flagge und der Hymne Ave Maria Stella zu einem der bedeutendsten öffentlichen Symbole akadischer Kultur geworden.